# Câmara de gás

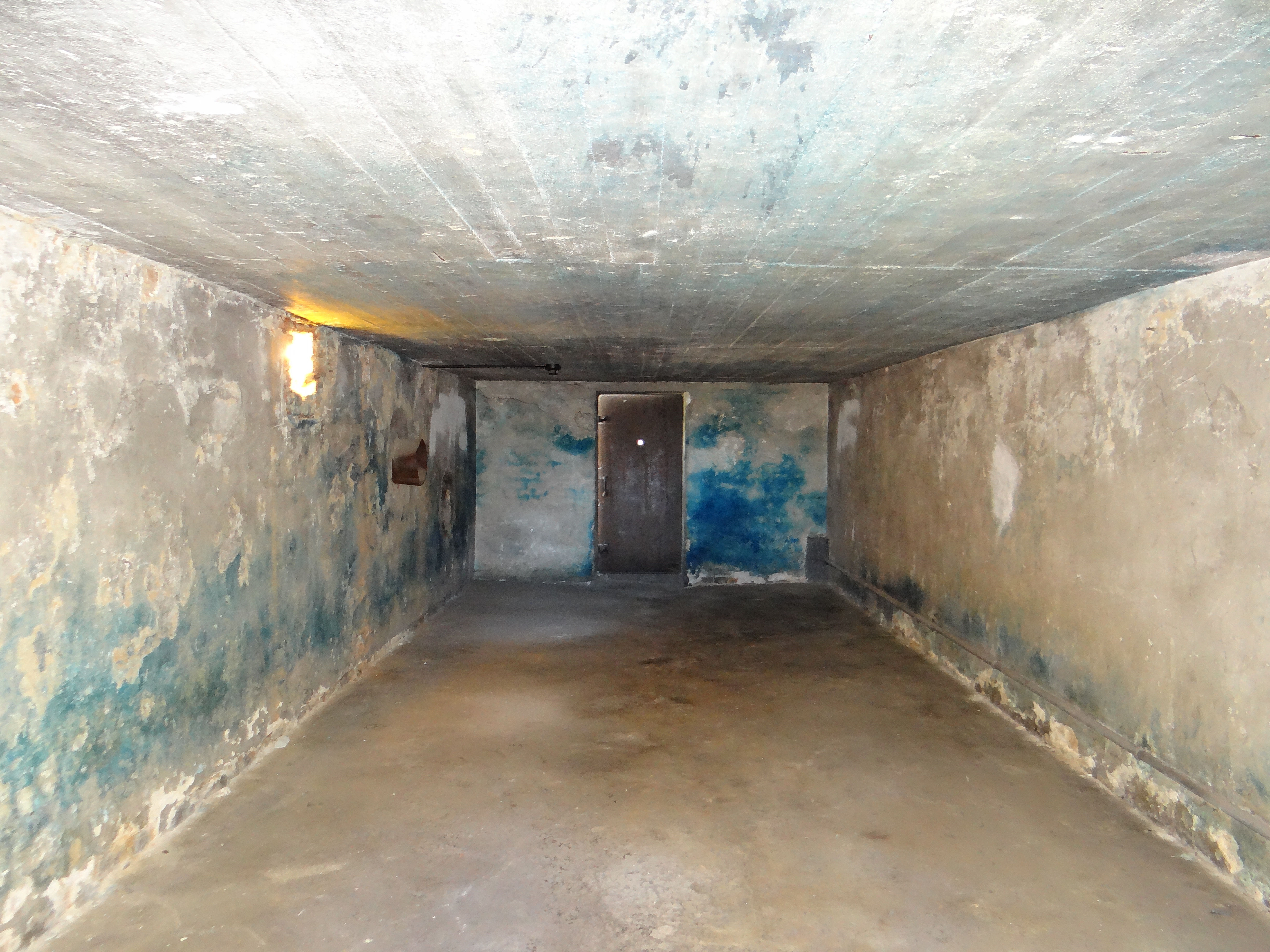
Câmara de gás no campo de concentração nazista de Majdanek.

Uma câmara de gás é um dispositivo para matar seres humanos ou outros animais com gás que consiste em uma câmara fechada na qual um veneno ou gás asfixiante é introduzido. Os agentes tóxicos mais vulgarmente utilizados são cianeto de hidrogênio, dióxido de carbono. O monóxido de carbono também têm sido utilizado. As câmaras de gás foram usadas como um método de execução de prisioneiros condenados nos Estados Unidos no início dos anos 1920. Durante o Holocausto, foram projetadas câmaras de gás de grande escala para assassinato em massa cometidos durante a Alemanha nazista como parte de seu programa de genocídio.

## Estados Unidos
Câmaras de gás foram utilizadas nos Estados Unidos para executar criminosos sentenciados à pena de morte, especialmente condenados por assassinatos. A primeira pessoa a ser executada nos Estados Unidos por gás letal foi Gee Jon, em 8 de fevereiro de 1924. Uma tentativa frustrada de bombear gás venenoso diretamente em sua cela na Prisão Estadual de Nevada levou ao desenvolvimento da primeira câmara de gás improvisada para realizar sentença de morte de Gee. Em 1957, Burton Abbott foi executado enquanto o governador da Califórnia, Goodwin Jess Knight, estava ao telefone para suspender a execução. Desde a restauração da pena de morte nos Estados Unidos em 1976, onze execuções por câmaras de gás foram realizadas.

## Coreia do Norte
Kwon Hyok, um ex-chefe de segurança no Campo 22, descreveu laboratórios equipados com câmaras de gás asfixiante para experiências, em que três ou quatro pessoas, normalmente uma família, são os sujeitos experimentados.  Depois de passar por exames médicos, as câmaras são seladas e o veneno é injetado através de um tubo, enquanto que os cientistas observam de cima, através de um vidro. Em um relatório Kwon afirma ter visto uma suposta família de pais, um filho e uma filha morrerem enquanto os pais tentavam reanimá-los enquanto tinham forças. O testemunho de Kwon foi apoiado por documentos do Campo 22 que descrevem a transferência de presos designados para os experimentos. Os documentos foram identificados como genuínos por Kim Sang Hun, um especialista londrino e ativista dos direitos humanos mas uma conferência de imprensa em Pyongyang, organizada por autoridades norte-coreanas, denunciou esse caso como sendo falso, pessoas de uma família falsificaram os documentos para vendê-los aos observadores e ativistas como forma de se manterem

## Alemanha Nazista

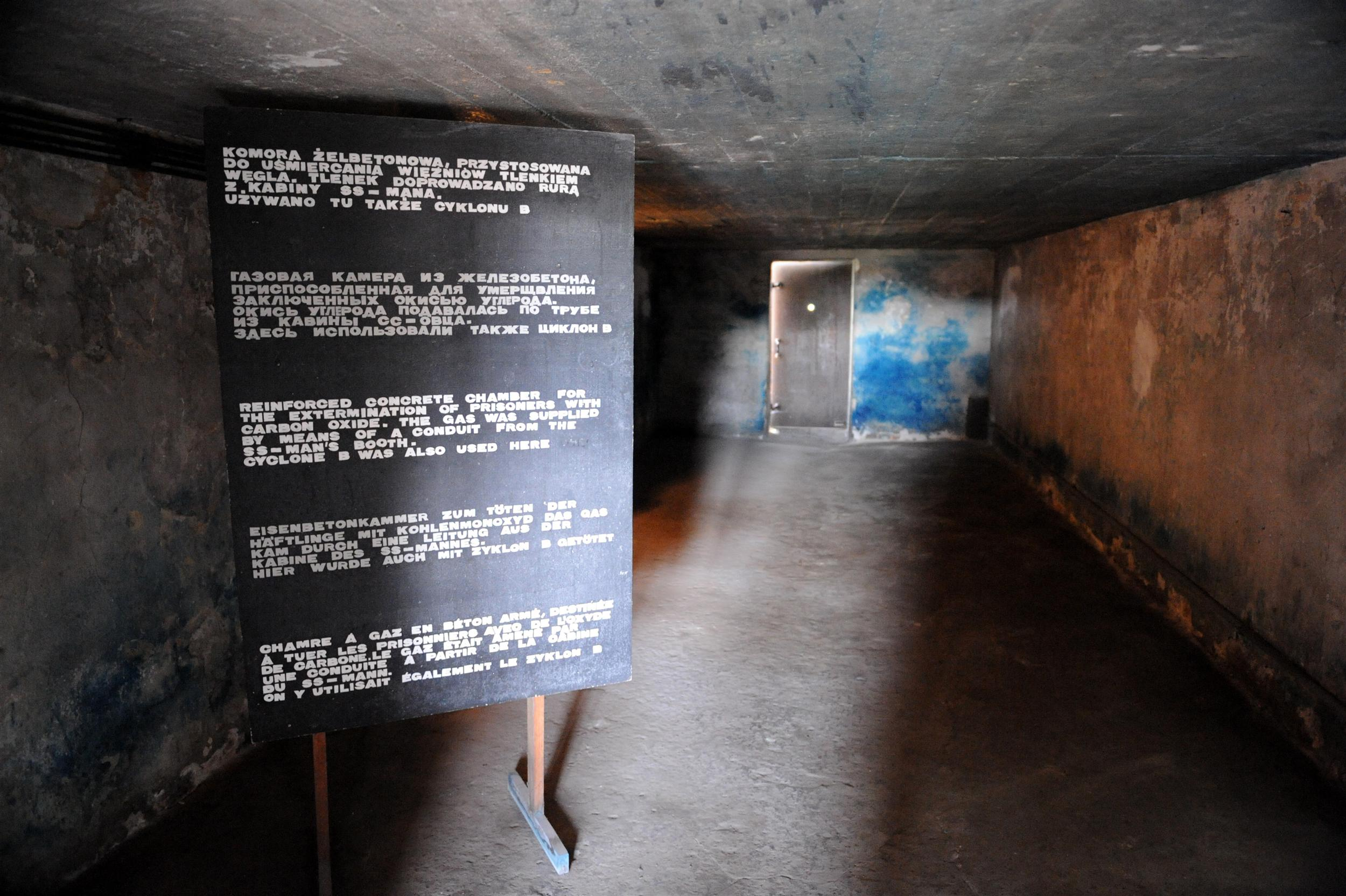
Interior da câmara de gás de Majdanek

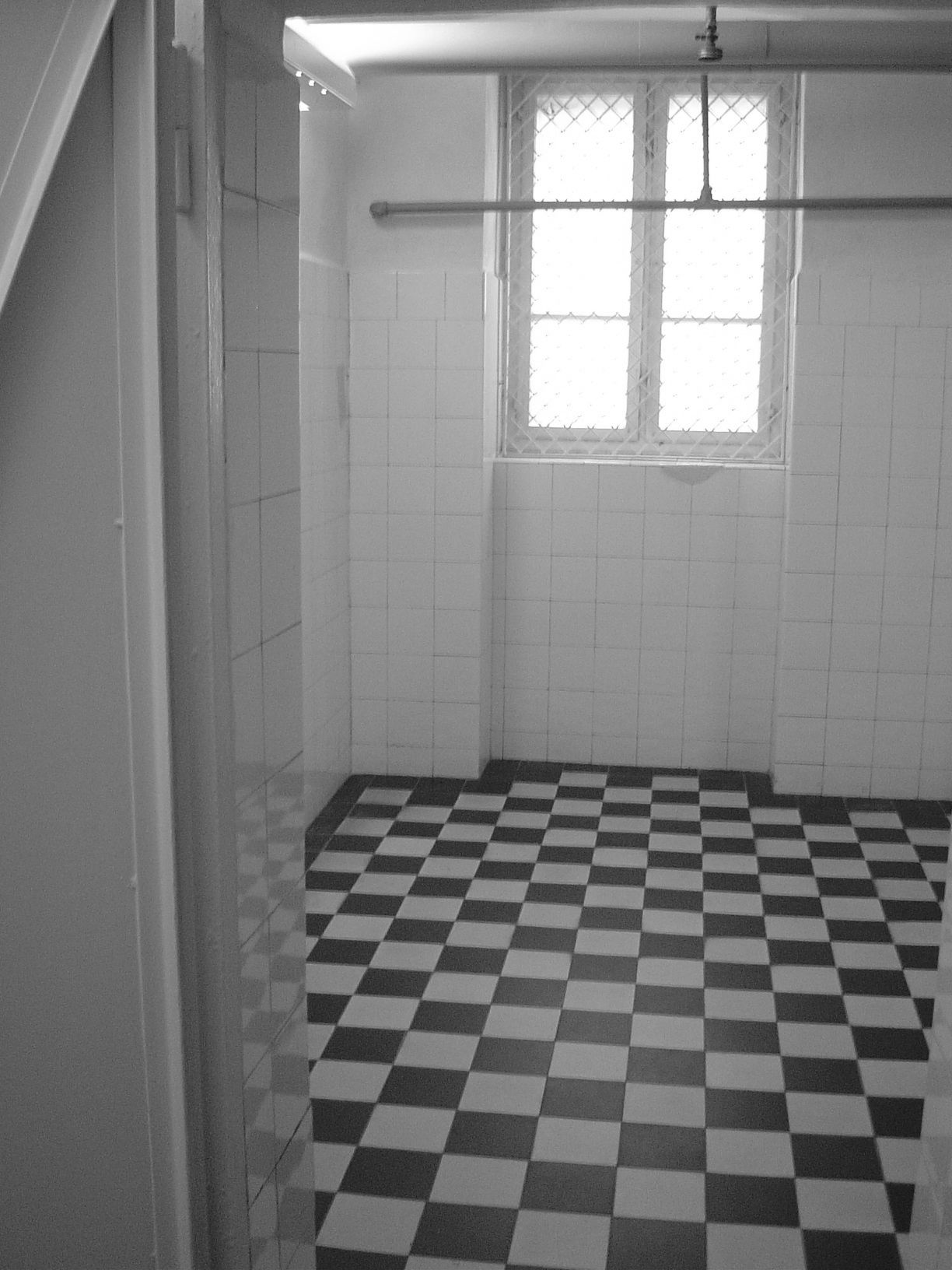
Câmara de gás do campo de extermínio de Bernburg, no qual Olga Benário Prestes foi executada em 1942.

Câmaras de gás foram utilizadas no Terceiro Reich como parte da Aktion T4, um  programa público de genocídio destinado a eliminar pessoas com defeitos físicos, mentais ou "morais", e políticos  indesejáveis nas décadas de 1930 e 1940. Em junho de 1942 centenas de prisioneiros do campo de concentração de Neuengamme, entre os quais 45 holandeses comunistas, foram mortos em Bernburg. Naquela época, o gás usado era o monóxido de carbono, do escape de carros movidos a gasolina, caminhões ou tanques do exército.
Durante o Holocausto, câmaras de gás foram projetadas para aceitar grandes grupos, como parte da política nazista de genocídio contra judeus. Os nazistas também tinham como alvo ciganos, homossexuais, deficientes físicos e mentais, intelectuais e do clero. De acordo com o Projeto Nizkor (em hebraico:   'נִזְכּוֹר'), em 3 de setembro de 1941, 600 prisioneiros de guerra soviéticos foram gaseados com Zyklon B em  Auschwitz I, esta foi a primeira experiência com o gás em Auschwitz.
Câmaras de gás em vans, nos campos de concentração e campos de extermínio foram usadas para matar vários milhões de pessoas entre 1941 e 1945. Algumas câmaras de gás estacionárias poderiam matar 2.000 pessoas ao mesmo tempo. O uso de câmaras de gás durante o Holocausto foi atestado por várias fontes, incluindo o relatório Vrba-Wetzler e o testemunho de Rudolf Höss, comandante do campo de concentração de Auschwitz e outros soldados alemães.
As câmaras de gás foram desmanteladas ou destruídas quando as tropas da União Soviética chegaram, exceto as de Dachau,  Sachsenhausen e Majdanek. A câmara de gás em Auschwitz I foi reconstruída após a guerra como um memorial, mas sem a porta e sem o muro que originalmente separava a câmara de gás de um banheiro.

## França sob Napoleão
Em seu livro, Le Crime de Napoléon, o historiador francês Claude Ribbe afirma que no início do século XIX Napoleão usou gás venenoso para acabar com rebeliões de escravos no Haiti e Guadalupe. Com base nas contas deixadas por oficiais franceses, Ribbe alega que os espaços fechados, incluindo o porão dos navios foram usados como câmaras de gás improvisadas onde gás dióxido de enxofre  (provavelmente gerado pela queima de enxofre, que teria sido prontamente disponível a partir de vulcões na área) foi usada para executar até 100.000 rebeldes escravos. Essas alegações permanecem controversas.